# Aegus bidens
Aegus bidens là một loài bọ cánh cứng trong họ Lucanidae. Loài này được Mollenkamp mô tả khoa học năm 1902.